# كيفن هيوز (لاعب كرة قدم أمريكية)
كيفن هيوز (بالإنجليزية: Kevin Hughes)‏ هو لاعب كرة قدم أمريكية أمريكي، ولد في 6 أغسطس 1988 في نيو أورلينز في الولايات المتحدة.

## وصلات خارجية
- كيفن هيوز على موقع مرجع كرة القدم المحترفة.كوم (الإنجليزية)
- كيفن هيوز على موقع JustSportsStats.com (الإنجليزية)